# 水懺
水懺，又稱之為慈悲水懺法、慈悲道場水懺、慈悲三昧水懺，為根據印度大乘「佛名懺悔經典」於唐末五代時期所製成的禮懺文本，收錄於大正藏諸宗部。

## 題解
《別譯雜阿含經》中，佛陀將善法譬喻為法水，表示身心具足受戒、懺悔之法，《水懺》取水的淨除之意，契接懺悔法門的修行精神，以法水洗淨身、口、意三業的染污。
白金銑認為《水懺》的主體內容（三障懺悔文字）是印度大乘佛教「以水洗瘡」的緣起療心之懺悔譬喻，其根本方法是眾生須以緣起的「慈悲心力」、「悲喜心水」進行懺悔，不是依賴〈水懺序〉中迦諾迦尊者的「三昧法水」。

## 流傳
《水懺》三卷的諸佛菩薩名號，與三障懺悔文字內容之資料，在「梁代之時」（六世紀）已由中國人「纂集編寫」而存於佛名懺悔經典之中。
據比對，《水懺》中的「諸佛菩薩」名號，與北魏菩提流支譯的十二卷本《佛名經》卷八之名號相同。另外，敦煌本「二十卷《佛名經》」（後又演變為十六卷本《佛名經》）殘卷中的「三障懺悔文字」，與《水懺》中的「三障懺悔文字」亦幾乎全同。
唐末五代時，敦煌佛教人士由十六卷《佛名經》或《大佛略懺》中抄出「諸佛菩薩名號」與「三障懺悔文字」，捨去了《馬頭羅剎經》與《地獄報應經》等民間宗教的偽經內容，並與龐雜的「諸佛菩薩名號」分離，又在前、後內容略加潤飾，成為佛教的禮懺法。
根據《宋高僧傳》的說法，在宋太宗端拱元年（公元988年以前），長江以南一帶已經盛行《水懺》法。宋太宗至道年間（公元995~997年）出現〈水懺序〉。
至明太祖洪武二十五年（公元1392年）時，《水懺》正式被明代朝廷收入《南藏》之中。明成祖在永樂十四年（公元1416年）加入〈御製水懺序〉。

## 內容
本書首先對諸佛菩薩歸命，其次舉懺悔文，對一切煩惱障、業障、四生六道之一切報障等懺悔，觀照諸法空相之理，最後有發願迴向文。
據釋德音法師的研究，「慈悲道場」的懺法，若就廣義來說，即所有懺悔法門之壇場，皆是慈悲道場的開顯。若狹義來說是以「慈悲」為名的懺法，通常啟建慈悲道場來標榜「慈悲」的法義，崇仰佛菩薩慈憫眾生救度普濟，趨向佛道離苦得樂為目的。

## 注解
- （清）西宗《慈悲道場水懺法科注》
- （清）智證《慈悲道場水懺法隨聞錄》
- 釋諦閑《慈悲三昧水懺申義疏》，1925年
- 演培法師《慈悲三昧水懺講話》，1985年
- 證嚴法師《慈悲三昧水懺講記》，2010年，靜思人文志業股份有限公司

## 考證
〈水懺序〉記載《水懺》是由知玄悟達國師，於唐懿宗時期（公元860~873年），遇迦諾迦尊者以「三昧水」為其洗濯積世怨讎，因感其殊勝而作懺。在《釋氏稽古略》（1341~1367）中，則記載是發生在唐僖宗中和三年（公元883年）間。
明朝釋禪（1577~1632）〈依楞嚴了義究竟事懺語跋〉，則認為《水懺》作者是南宋左街僧錄若訥（1110~1191）自十五卷《佛名經》摭取而來。
《龍藏》《慈悲水懺法提要》則云：《水懺》是唐朝知玄依據宗密《圓覺修證儀》著錄而成的懺悔法門。
據白金銑的研究，〈水懺序〉是將漢景帝袁盎諫殺晁錯的歷史實事，和《宋高僧傳》「羅僧傳」的「感遇異僧」故事，以及「知玄著禮懺文六卷」的事蹟，加以附會而成，並不可信。《水懺》應為唐末五代時期僧人所製成，後來撰成的序文再假託為知玄所作。

## 外部連結
- 三昧水懺 （页面存档备份，存于）